# Gazaria thuộc Genova
Gazaria (còn gọi là Cassaria, Cacsarea, và Gasaria) là tên gọi dành cho các thuộc địa của Cộng hòa Genova tại Krym và quanh bờ biển Đen, nay thuộc lãnh thổ của Nga, Ukraina và Romania, từ giữa thế kỷ 13 đến cuối thế kỷ 15. Quyền thống trị của Genova tại đây nằm trong tay quan tổng tài (consul), và thủ thủ của Gazaria là thành phố Kaffa (nay là Feodosia) trên bán đảo Krym.
Tẻn gọi Gazaria bắt nguồn từ Khazaria, mặc dù người Khazar đã ngừng cai trị khu vực này từ lâu trước khi người Genova đến.

## Lịch sử
Tiền đề chính trị của việc thành lập các thuộc địa Gazaria là Hiệp định Nymphaeum năm 1261, theo đó Hoàng đế Nicaea trao cho người Genova độc quyền mậu dịch tại "Mare Maius" (Biển Đen). Đến năm 1266, Caffa được giao cho người Genova, nơi đây trở thành thủ phủ của thuộc địa Gazaria.
Năm 1308, quân Mông Cổ thuộc Hãn quốc Kim Trướng dưới quyền chỉ huy của Khả hãn Toqta chinh phục Caffa sau một cuộc bao vây dài ngày. 5 năm sau, người Genova thành công lấy lại được thuộc địa của họ dưới thời người kế vị của Toqtai là Özbeg Khan. Năm 1313, nước Cộng hòa tổ chức bộ máy hành chính thuộc địa theo cách thức cấu trúc hơn. Quyền lực lập pháp được giao cho "Officium Gazarie", gồm có tám thẩm phán, họ tại vị trong sáu tháng và bổ nhiệm người kế nhiệm. Quyền lực hành pháp thuộc về quan tổng tài Caffa, phục vụ trong một năm, được giúp đỡ bởi một người thủ thư hoặc đại pháp quan, cả hai đều do chính phủ Genova bổ nhiệm. Hội đồng được bầu cử gồm 24 thành viên, cũng phục vụ một năm, gồm một nửa là các quý tộc và một nửa là các thương nhân hoặc thợ thủ công. Nửa thứ hai có thể gồm bốn người là cư dân địa phương đã có quốc tịch Genova. Cuối cùng,  hội đồng bầu ra một hội đồng hạn chế gồm sáu thành viên bên ngoài hội đồng 24 thành viên. Các thành thị khác của thuộc địa có bộ máy hành chính tương tự, phụ thuộc Caffa.
Năm 1341, luật pháp áp dụng tại Gazaria thuộc Genova được tập hợp trong "Liber Gazarie", nay được lưu trữ trong Cục Lưu trữ nhà nước Genova. Bộ luật sau đó được cập nhật vào năm 1441 với tên gọi "Statuta Gazarie".
Năm 1347, Hãn quốc Kim Trướng dưới quyền Jani Beg lại bao vây Caffa. Một biên niên sử ẩn danh kể rằng những kẻ bao vây sẽ dùng máy bắn đá phóng thi thể của những người phòng thủ đã chết vào bên trong tường thành. Những người phòng thủ này đã chết vì một căn bệnh lây lan từ phương Đông, Cái chết Đen. Cư dân Caffa sẽ ném thi thể xuống biển ngay khi có thể, nhưng bệnh dịch vẫn lan rộng. Một khi lây lan tại Caffa, bệnh dịch hạch đã xâm nhập vào mạng lưới thương mại rộng lớn của người Genova, trải rộng khắp Địa Trung Hải. Trên những con tàu thương mại khởi hành từ Caffa vào mùa thu năm 1347, bệnh dịch hạch đã đến Constantinople, thành phố châu Âu đầu tiên bị nhiễm bệnh, và sau đó đến Messina và lan rộng khắp Châu Âu.
Doanh thu thuế của Gazaria được giao cho "compera di Gazaria", là hiệp hội các chủ nợ nhà nước đã ứng trước các chi phí cho việc bảo vệ thuộc địa. Trên thực tế, "compera" thuộc về Ngân hàng Thánh George, cơ quan này do đó quản lý việc đánh thuế Gazaria.
Sau khi Constantinople thất thủ năm 1453, Cộng hòa Genova đã nhượng lại chủ quyền đối với Gazaria cho Ngân hàng Thánh George, tin rằng đây là thực thể duy nhất có khả năng tổ chức kháng chiến chống lại người Thổ Nhĩ Kỳ. Tuy nhiên, những lãnh địa này đã bị Đế quốc Ottoman chinh phục vào năm 1474..

## Thuộc địa

### Krym
- Caffa
- Cembalo
- Soldaia
- Vosporo
- Sarsona
- Capitanatu Gotia (lãnh thổ của Theodoro)

### Tây biển Đen
Ngoài Krym, Genova còn sở hữu một số thành ở bờ biển phía tây Biển Đen như lâu đài Maurocastro (Bilhorod-Dnistrovsky) ở cửa sông Dniester, lâu đài Ginestra gần Odessa, lâu đài Licostomo (Kiliya), thuộc địa Costanza (Constanța) và thuộc địa Caladda (Galați).

### Bán đảo Taman và Tanais
- Tana (Azov)
- Matrega (Tmutarakan)
- Copa (Slavyansk-na-Kubani)
- Mapa (Anapa)
- Batario (Novorossiysk)
- Costa and Layso (Sochi)

### Abkhazia
- Chacari (Gagra)
- Santa Sophia (Alakhadzi)
- Pesonqa (Pitsunda)
- Cavo di Buxo (Gudauta)
- Niocoxia (New Athos)
- Sebastopolis (Sukhumi)
- Lo Bati (Batumi)